# Turnkreis (Thüringen)
Der XIII. Turnkreis Thüringen war eine regional gegliederte Organisationsform der Turnerschaft Thüringens in Turngauen. 

Deutsche Turnerschaft, Anteilschein XIII. Turnkreis (TH) 1929

Er umfasste 1914 insgesamt 17 Turngaue, deren größter der Osterländische Gau mit über 11.000 Vereinsmitgliedern war. Kreisturnfeste fanden ab 1879 in einem Rhythmus von 3 bis 5 Jahren statt. An den Deutschen Turnfesten waren die Thüringer, die einen der größeren Deutsche Turnerschaft-Turnkreis bildeten, immer zahlreich vertreten.
Kreisvertreter war u. a. Fritz Döhnel.